# Lager Pöppendorf
Das Lager Pöppendorf in Lübeck-Kücknitz war in den Jahren 1945 bis 1951 ein Durchgangslager im Waldhusener Forst für eine Million Menschen: Wehrmachtsangehörige, deutsche Flüchtlinge und Zwangsaussiedler aus den Ostgebieten und einen Teil der zurückgewiesenen jüdischen Flüchtlinge des Auswanderungsschiffs Exodus im Rahmen der Operation Oasis. Es war das größte Flüchtlingslager Schleswig-Holsteins.

## Lage

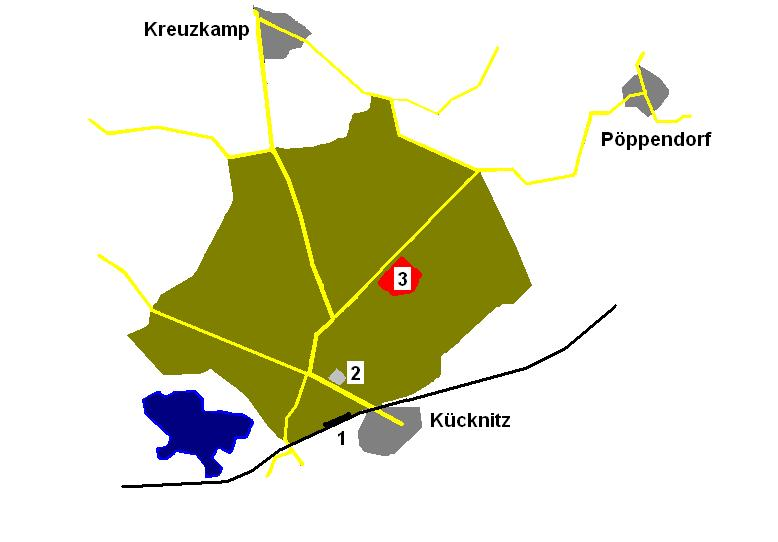
Lageplan des Waldhusener Forstes. 1=Bahnhof Kücknitz, 2=Forsthaus Waldhusen, 3=Lager Pöppendorf.

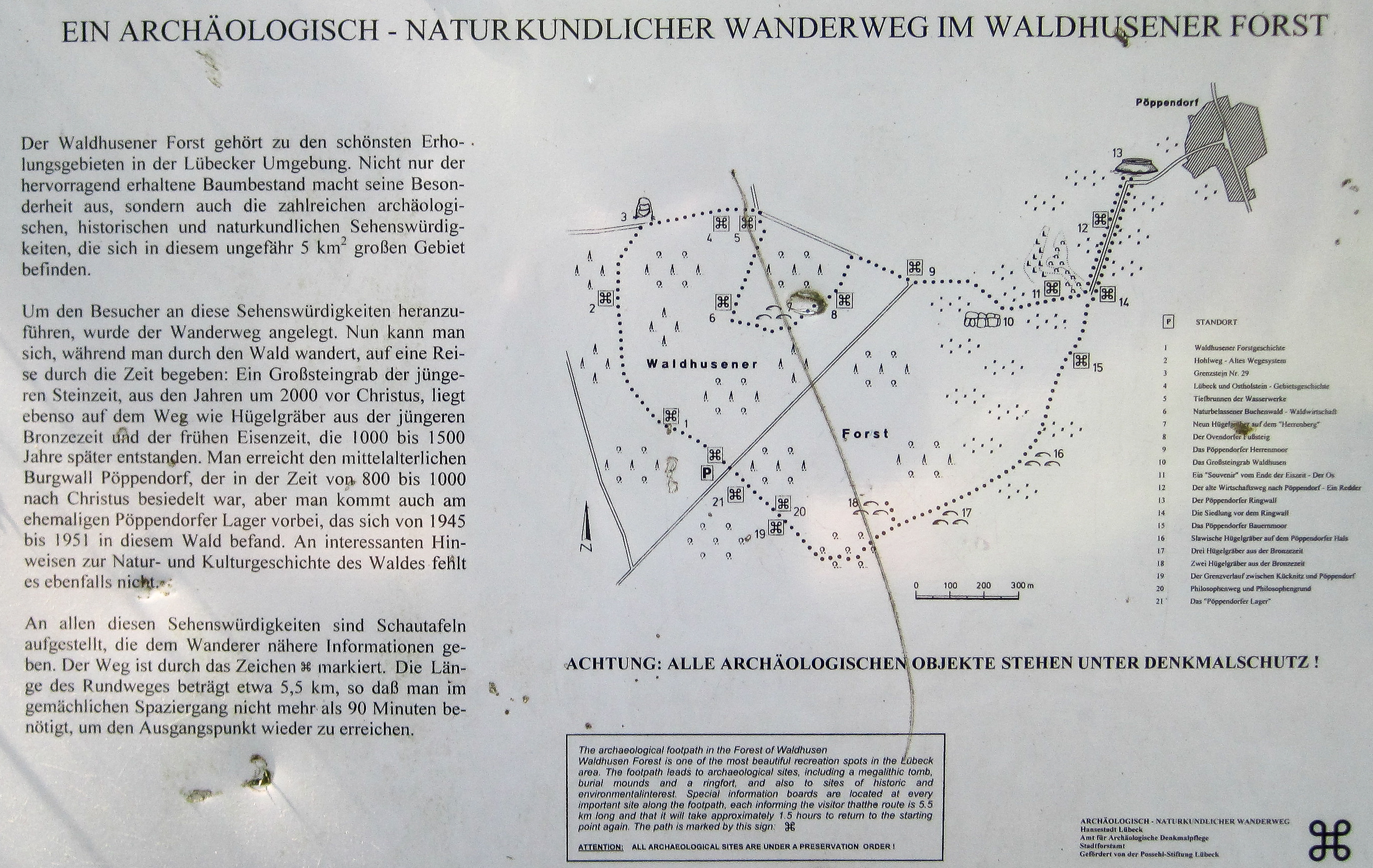
Plan mit Lage des Lagers Pöppendorf

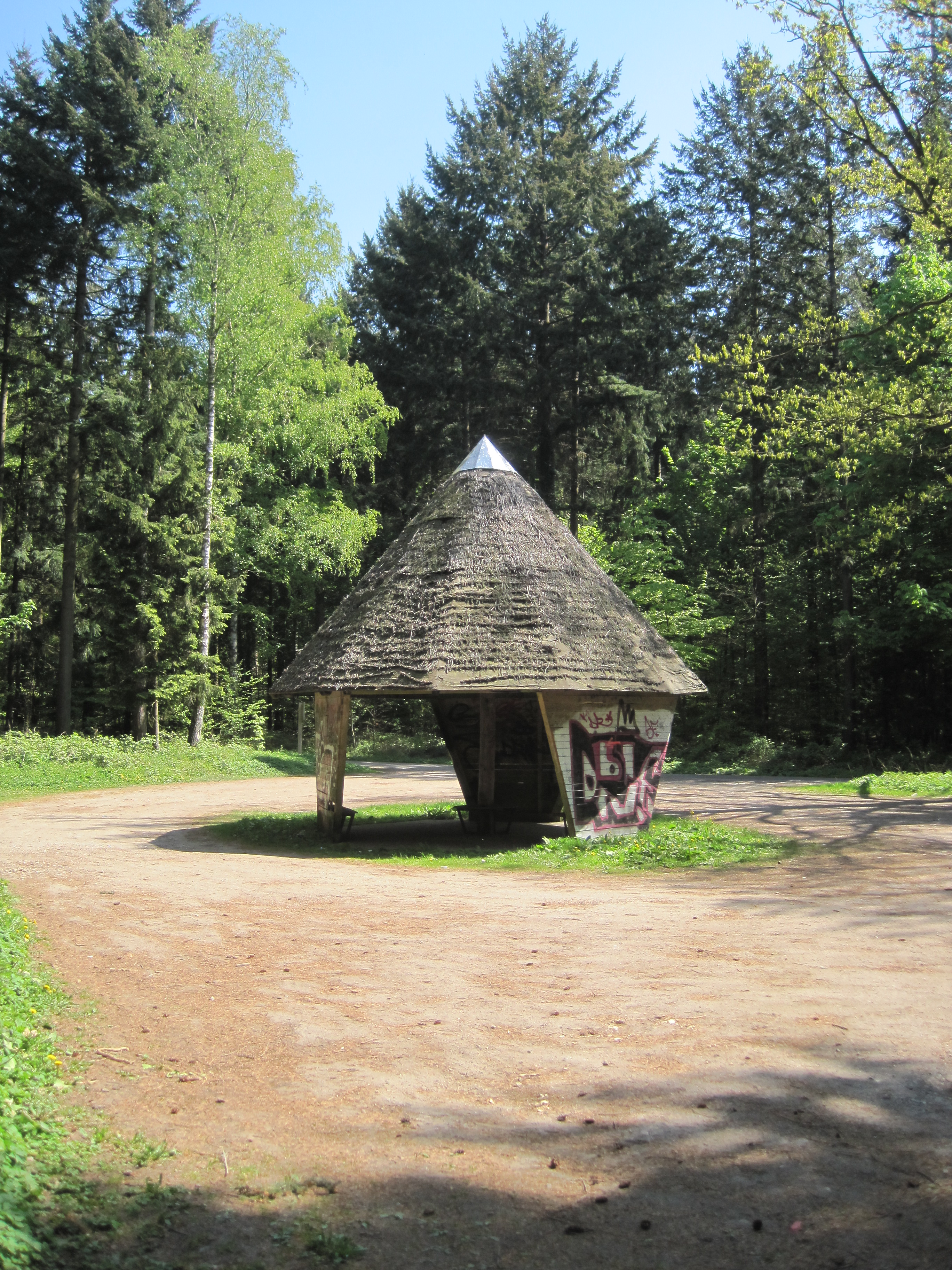
Pavillon auf dem Parkplatz im Forst Waldhusen am Standort der Erinnerungstafel für das Lager Pöppendorf.

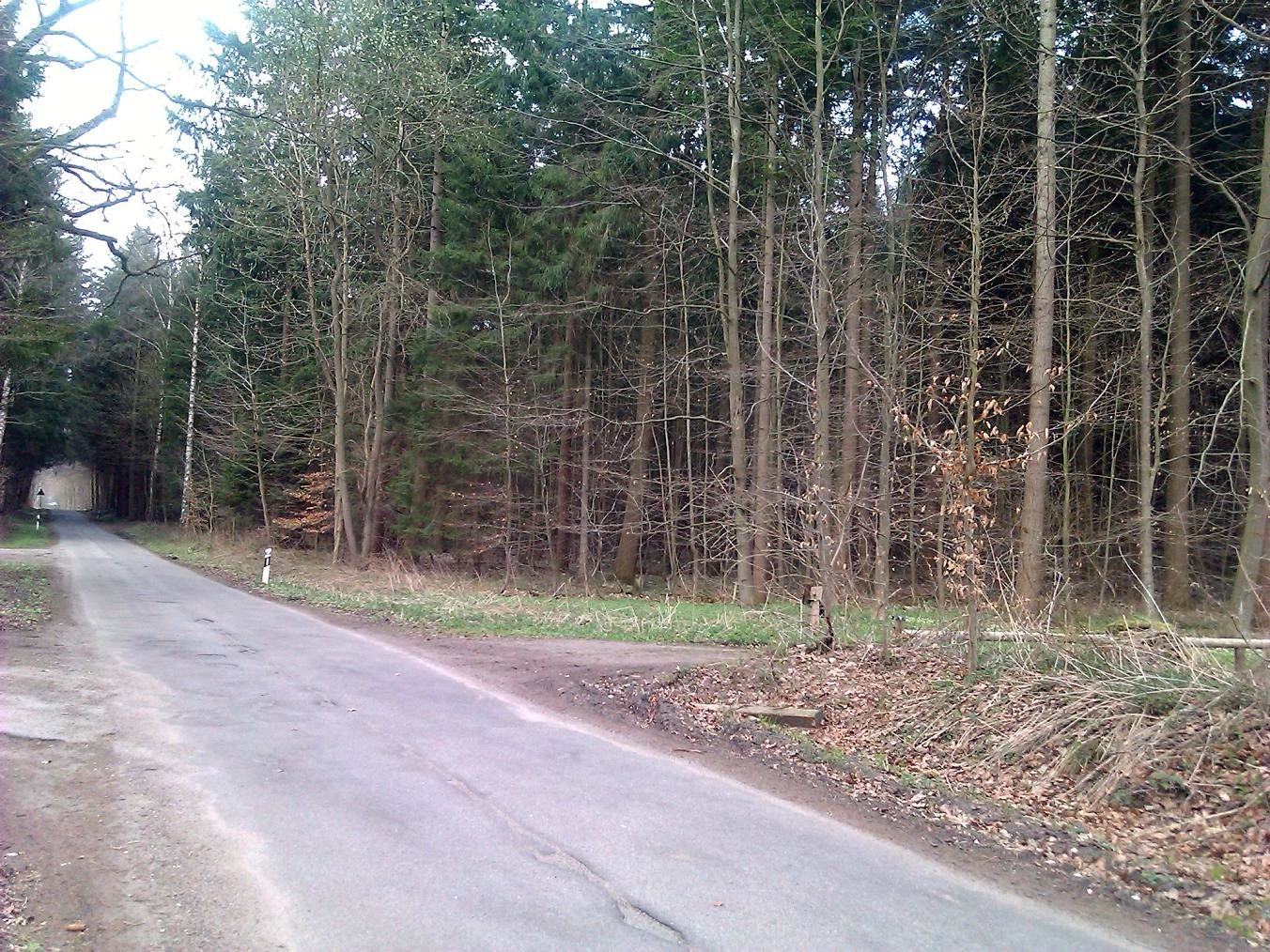
Straße vom Forsthaus Waldhusen durch den Waldhusener Forst nach Pöppendorf. Der Nadelwald rechts der Straße (linker Bildrand) bedeckt das Gelände des ehemaligen Lagers Pöppendorf.

Das Lager lag nördlich vom alten Bahnhof Kücknitz/Forsthaus Waldhusen im Waldhusener Forst. Überreste sind wegen der Aufforstung des Geländes durch die Försterei Waldhusen nicht mehr erkennbar. Einer der Zugänge zum Gelände ist heute beim 2. Parkplatz an der Straße vom Forsthaus Waldhusen durch den Waldhusener Forst Richtung Pöppendorf.

## Lagerablauf
Die Neuankömmlinge kamen über Schiffstransporte über den Hafen von Travemünde bzw. Zugtransporte oder den Hauptbahnhof Lübeck/mit dem Zug zum Bahnhof Kücknitz. Die Fahrt vom Hafen oder Bahnhof ins Lager wurde durch den Fuhrpark des Lagers besorgt. Zuerst kamen die Neuankömmlinge in die Entlausungsanstalt und dann zur medizinischen Untersuchung. Kranke wurden in die Lübecker Krankenhäuser oder die Krankenrevier-Baracke eingeliefert. Flüchtlinge aus den Ostgebieten befanden sich in schlechtem Zustand. Rückkehrer aus Dänemark, der englischen und amerikanischen Kriegsgefangenschaft in guter Verfassung.

## Unterbringung
Das eigentliche Hauptlager war 700 Meter vom Bahnhof entfernt. Unterkunft fanden die Flüchtlinge in Holzbaracken, Zelten und Nissenhütten. Zusätzlich gab es ein Speisezelt und eine Verpflegungsbaracke. Die norwegische Europahilfe richtete eine Kulturbaracke ein. Die Sanitäranlagen waren einfach. Die Sanitätsabteilung versorgte kranke Insassen. Im Unterlager befand sich die Verwaltung des Lagers.

## Aufbau und Nutzung des Lagers
Das Lager Pöppendorf war das größte Flüchtlingsdurchgangslager Norddeutschlands. Es wurde auf Anweisung der Britischen Militärregierung 1945 eingerichtet. Im Jahr 1951 wurde das Lager aufgelöst und abgerissen.

### Entlassungslager für die Armee Norwegen
Nach Ende des Zweiten Weltkriegs wurde von der Britischen Besatzungsmacht am 20. Juli 1945 zunächst ein Entlassungs-Zeltlager im gesamten Gebiet des Waldhusener Forstes zur Entlassung der Kriegsgefangenen der Armee Norwegen angeordnet. Vom 25. Juli bis 3. August 1945 baute eine Vorhut der Kriegsgefangenen von 68 Offizieren und 565 Unteroffizieren und Mannschaftsdienstgraden mehrere Lagerbereiche mit Koch- und Sanitätsdienststelle auf. Ab 4. August legten die Schiffe mit deutschen Kriegsgefangenen aus Norwegen in Travemünde an. Innerhalb von zwei Monaten bis zum 3. Oktober 1945 wurden 78.550 Soldaten im Lager aufgenommen überprüft, registriert und mit Entlassungspapieren in ihre Entlassungsbezirke per Lastkraftwagen transportiert. Täglich wurden rund 100 Verwundete zur Weiterbehandlung in die umliegenden Krankenhäuser eingewiesen. Für die Überprüfung kamen täglich 800 bis 1000 Angehörige aus der britischen Dienststelle in Pöppendorf ins Lager.

### Flüchtlingsdurchgangslager
Die britische Militärregierung beschloss am 12. Oktober 1945 die Umwandlung von der Wehrmachtsentlassungsstelle zum Flüchtlingsdurchgangslager. Die britische Dienststelle wurde am 20. April 1947 aufgelöst. Das Flüchtlingslager ging an die Provinz Schleswig-Holstein und von dort verwaltungsmäßig an die Hansestadt Lübeck. Aufgenommen wurden im Rahmen der Umsiedlungsaktionen fünf Jahre lang vom 13. November 1945 bis zum 30. Juli 1950 im Rahmen von geschlossenen Transportaktionen Flüchtlinge, Umsiedler, Heimkehrer aus dem Wehrmachtsentlassungslager Munster sowie Einzelgänger. Von November 1945 bis Januar 1946 wurden aus der sowjetisch besetzten Zone täglich im Durchschnitt 1.500 Flüchtlinge und Umsiedler auf die Kreise von Schleswig-Holstein aufgeteilt. Die Städte Schleswig-Holsteins wurden für den Zuzug gesperrt. Ab 27. Juli 1946 wurden die eintreffenden Flüchtlinge und Vertriebenen in andere Länder der britischen Besatzungszone weitergeleitet. Ab 1947 wurde eine Zuzugssperre für das Land Schleswig-Holstein verfügt. Im Jahr 1948 wurde das Durchgangslager Pöppendorf zu einem Wohnlager ausgebaut. Im Jahr 1949 herrschten im Lager Mangel (Seife, Kleidung, Kinderwagen) und extreme Bürokratie. Die Zahl der Lagerinsassen war von 2.000 bis 3.000 auf 500 gesunken. Mit der Eröffnung des Flüchtlingsdurchgangslagers Uelzen am 25. August 1949 wurde das Durchgangslager Pöppendorf zum Wartelager mit wochen- und monatelanger Wartezeit in den Nissenhütten.

### Die Menschen im Durchgangslager
Insgesamt wurden vom 13. November 1945 bis 31. Juli 1950 536.718 Menschen im Lager erfasst und weitergeleitet. Es waren unterschiedliche durch den Zweiten Weltkrieg entwurzelte Personengruppen.
- 13. November 1945 bis Ende Februar 1946: Umsiedlung von rund 156.000 Menschen aus den sowjetisch besetzten Gebieten in die britische Besatzungszone.
- 10. September 1945 bis …: 1.262 Rückkehrer aus der amerikanischen und französischen Besatzungszone nach Schleswig-Holstein.
- 8. September 1946 bis Mai 1948: Rückführung von 21.126 Umsiedlern aus Schleswig-Holstein über das Lager Pöppendorf in die sowjetische Besatzungszone.
- 28. Februar 1946 bis 26. Juli 1946, 26. Juli 1946 bis ...: Umsiedler aufgrund der Ausweisung der deutschen Bevölkerung aus Polen, Tschechoslowakei und Ungarn. Mit Eisenbahn und Schiffstransporten kamen 147.227 diese Ausgewiesenen aus den Vertreibungslagern in Stettin im Lager Pöppendorf an und wurden auf die Kreise von Schleswig-Holstein aufgeteilt. Weitere 70.435 wurden später über das Lager Pöppendorf auf die westlichen Provinzen der britischen Besatzungszone weitergeleitet.
- 27. September 1948 bis Februar 1949: Rückführung von 7.048 Flüchtlingen, die ursprünglich aus den Ostgebieten evakuierten wurden, aus den Lagern in Dänemark über das Lager Pöppendorf.
- 19. September 1946 bis Ende April 1948: Deutsche Heimkehrer aus der englischen, französischen, amerikanischen und sowjetischen Kriegsgefangenschaft über Pöppendorf nach Schleswig-Holstein.
- ... bis Februar 1947: 1.470 Volksdeutsche und Staatenlose als Displaced Persons wurden über das Lager Pöppendorf weiter vermittelt.
- ... bis Juli 1947: Einzelgrenzgänger: Neben den organisierten Transporten trafen auch Einzelgänger aus der sowjetischen Besatzungszone im Lager ein.

### Jüdische Flüchtlinge der Exodus

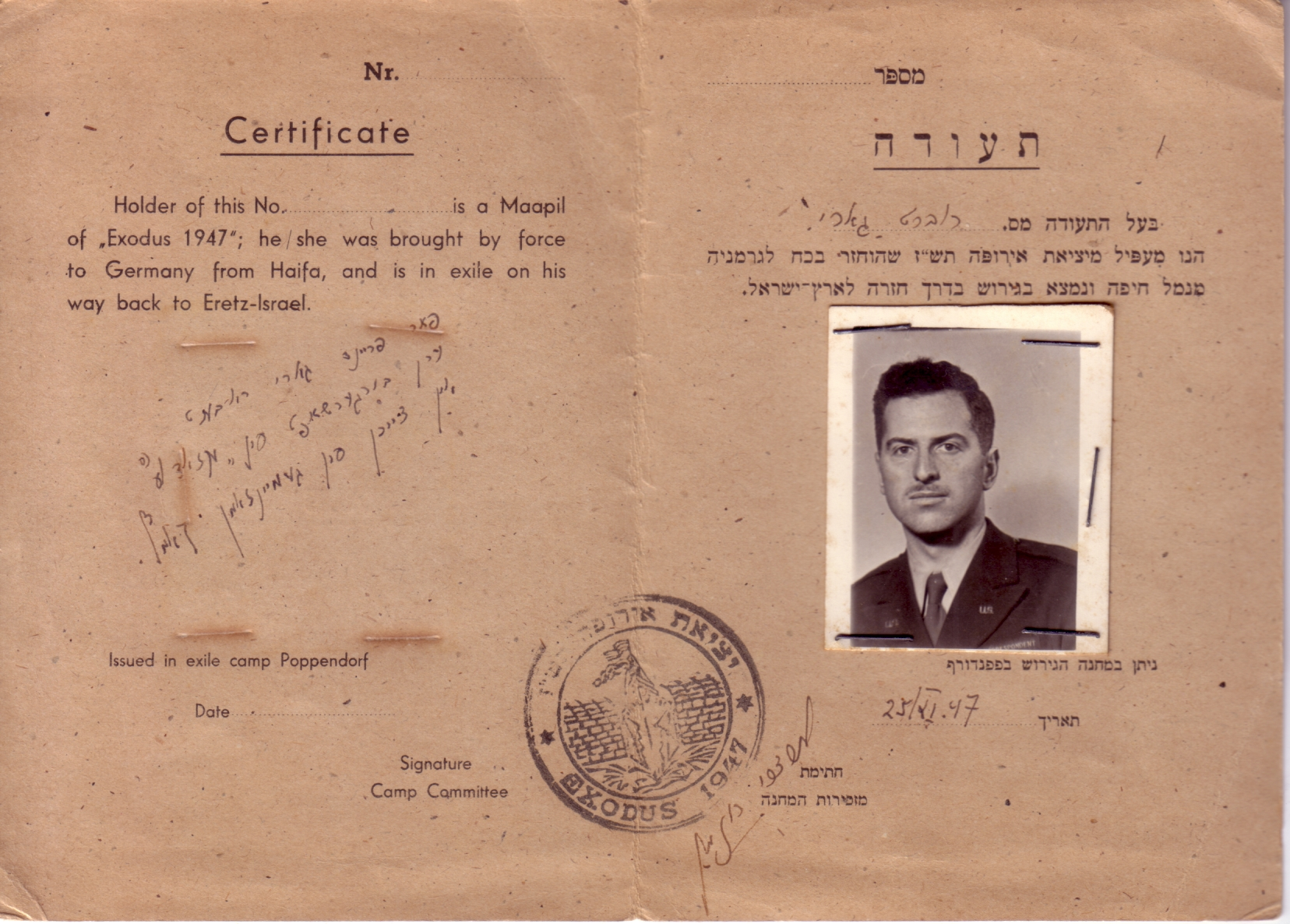
Zertifikat für Robert Gary im Lager Pöppendorf

Im Jahr 1947 wurden die durch die Briten in Palästina zurückgewiesenen KZ-Überlebenden des Schiffes Exodus mit den drei Gefangenenschiffe Ocean Vigour, Runnymede Park und Empire Rival nach Hamburg zurückgeschickt. Die Schiffe wurden im Rahmen der Operation Oasis am 8. und 9. September gewaltsam geräumt und alle 4319 Passagiere unter scharfer Bewachung von britischen Soldaten  über Lübeck ins Lager Pöppendorf geschafft. Sie  blieben dort bis zum 3. November 1947 interniert.  Das Lager Pöppendorf war zuvor geräumt worden. Ein zwei Meter breiter Stacheldrahtzaun wurde um das Lager herum errichtet. Das Lager wurde gesichert von einer englischen Wache, elf Wachtürmen und Scheinwerfern mit Flutlicht. Die Flüchtlinge wurden am 3. November 1947 in Winterquartiere in Emden und Wilhelmshaven-Sengwarden verlegt. Im Frühjahr 1948 wurde die Einreisegenehmigung nach Palästina gewährt.

## Kriegsgräberstätten
Im Lager verstarben 520 Menschen. In dem 1945–1946 erweiterten Teil des Friedhofs Waldhusen in Lübeck sind 172 Verstorbene des Flüchtlingslagers Pöppendorf bestattet. Auf dem Vorwerker Friedhof in Lübeck sind weitere Verstorbene des Flüchtlingslagers Pöppendorf begraben.
Vom Lager Pöppendorf aus wurden kranke Flüchtlinge in das Influx-Krankenhaus Bad Bramstedt eingewiesen. Diejenigen, die im Krankenhaus verstarben, wurden in der Kriegsgräberstätte am südlichen Ende/neuerer Teil des Bramstedter Friedhofs beigesetzt.
Während der Zeit, in der die Exodus-Internierten im Lager Pöppendorf waren, wurden drei Kinder geboren, die kurz nach der Geburt starben. Diese sind auf dem Jüdischen Friedhof (Lübeck-Moisling) im Gräberfeld der Opfer des Konzentrationslagers Bergen-Belsen mit begraben. Die drei Grabsteine tragen die Inschrift „Exodus-Kind ohne Namen“.

## Erinnerung

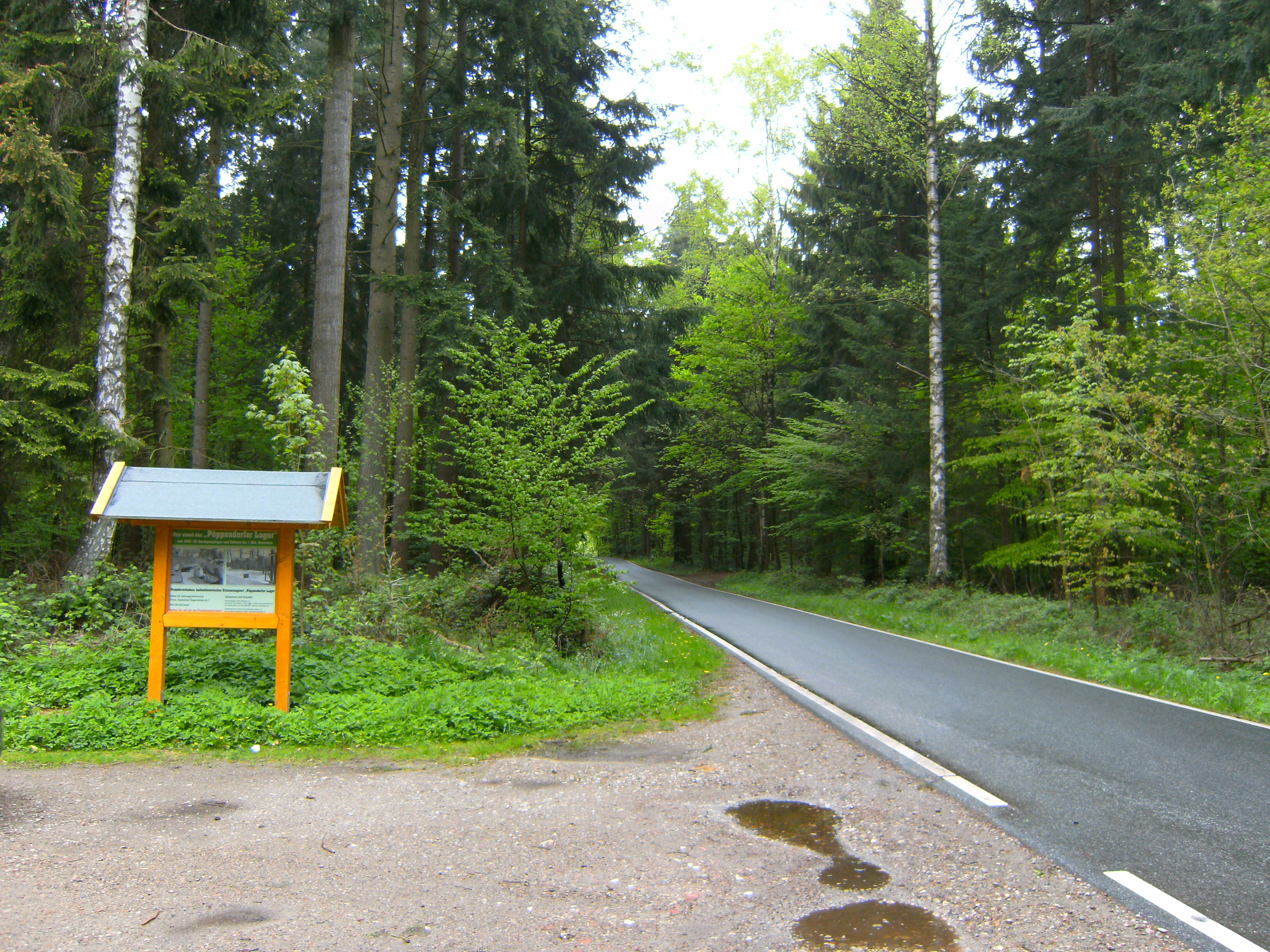
Lager Pöppendorf auf dem Parkplatz im Waldhusener Forst an der Straße vom Forsthaus Waldhusen Richtung Pöppendorf. Erinnerungstafel und Straße.

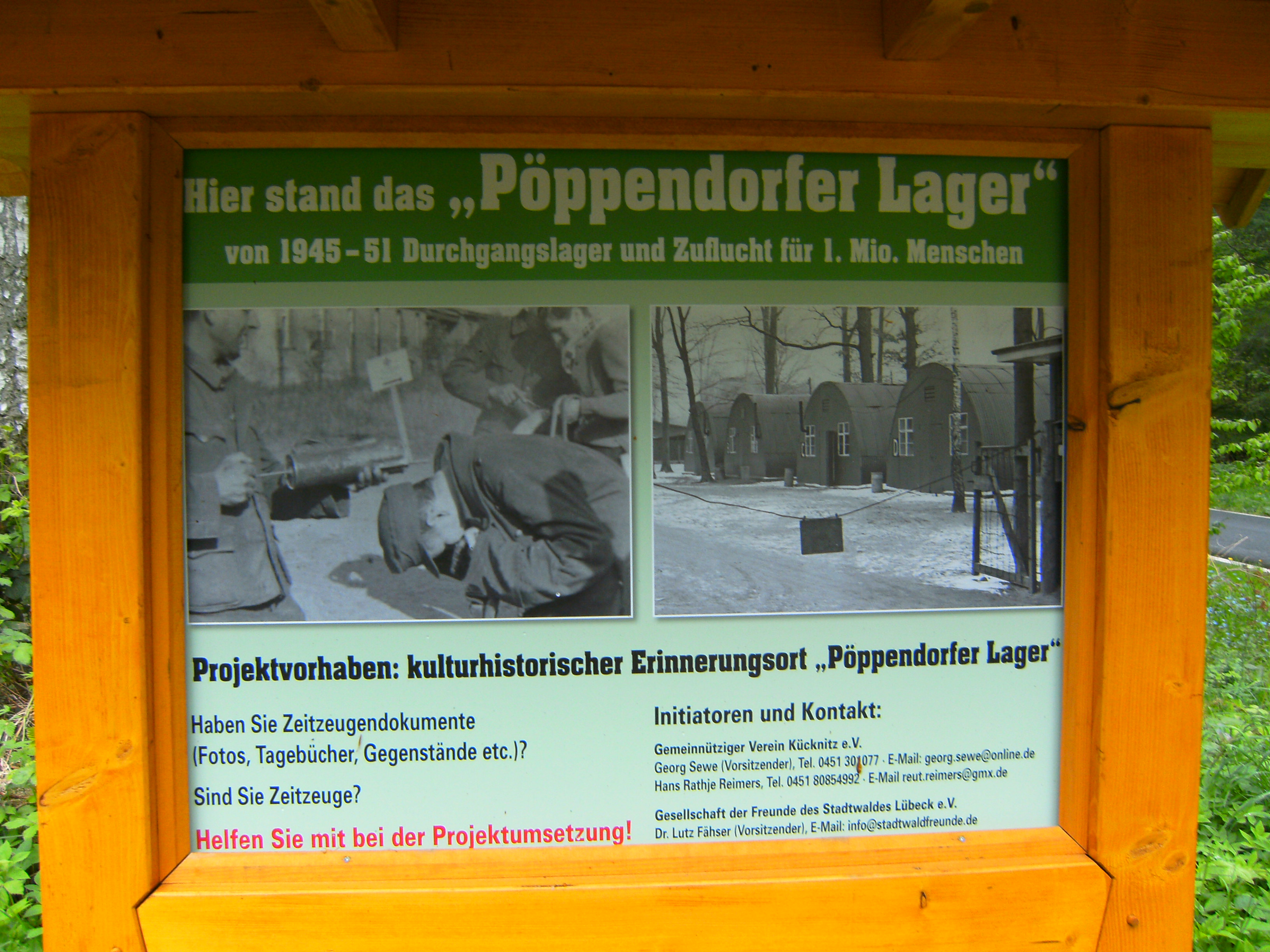
Lager Pöppendorf auf dem Parkplatz im Waldhusener Forst an der Straße vom Forsthaus Waldhusen Richtung Pöppendorf. Erinnerungstafel an das Lager Pöppendorf.

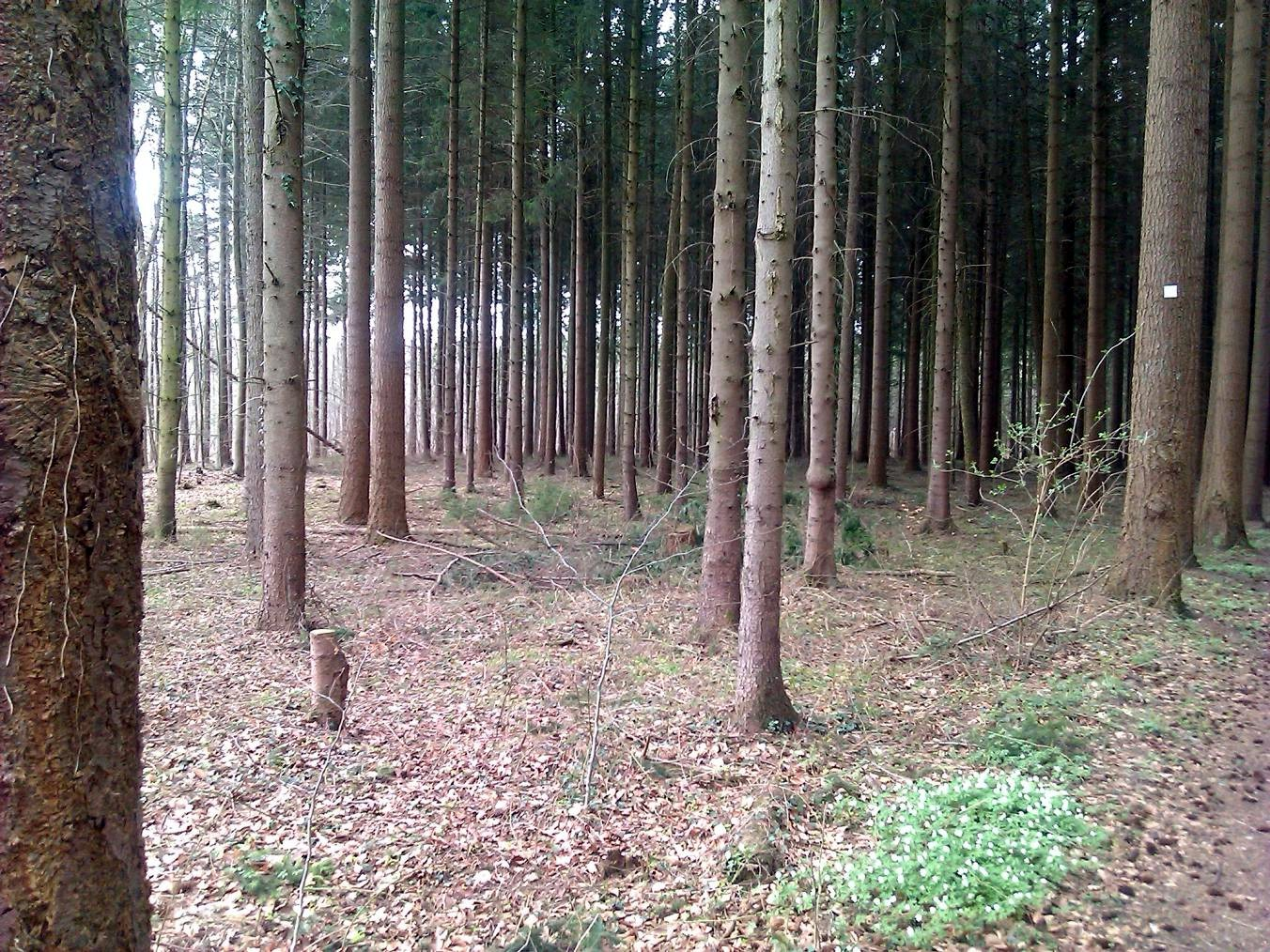
Auf dem ehemaligen Lagergelände.

Die Geschichte des Lagers wurde 1999 von Schülern der Geschwister-Prenski-Schule in der lange laufenden Wanderausstellung Pöppendorf statt Palästina erstmals aufgearbeitet. Die Erinnerung an das Lager Pöppendorf wird durch den Gemeinnützigen Verein Kücknitz e. V. sowie die Gesellschaft der Freunde des Stadtwaldes Lübeck e. V. wachgehalten.